# کوند
کوند ( بخوانید kovand) یک منطقهٔ مسکونی در ایران است که در دهستان دشتابی غربی واقع شده‌است. کوند ۹۸ نفر جمعیت دارد.
مساحت منطقه مسکونی روستا حدودا 42 هزار متر مربع است که بیشتر سازه های آن خشتی است و سقف تیر چوبی در آن ها بکار برده شده است. هر چند در سالیان اخیر ساخت و سازهای جدیدی در روستا صورت پذیرفته است.
فاصله کوند تا قزوین حدودا ۳۳کیلومتر استاست.
میتوانید از مسیر جاده قزوین به تاکسان راهی شده و ده کیلومتر بعد از شهر اقبالیه وارد خروجی مهدی آباد شده و با عبور از زیر گذر وارد مهدی آباد شوید و پس از پشت سر گذاشتن آن در ادمه مسیر مستقیم با گذر از روستاهای آبخوره و حکیم آباد از تقاطع چهارراه شاهین تپه پنج کیلومتر به سمت جنوب (مستقیم) حرکت کنید تا به کوند دشتابی برسید.
زبان مرسوم ساکنین کوند ترکی است و مردمی مهمان نواز و خون گرم که از دیر باز شهره ی روستاهای اطراف بوده را در خود دارد

## خاندان و فامیل ها
از قدیم الایام مردم کوند را بیشتر با نام فامیلی کریمی میشناسند که بیشتر ساکنان روستا را شامل میشوند اما از دیگر خاندان ساکن کوند میتوان از امینی ، موسوی ، پیری نیز نام برد

## حرفه و پیشه
پیشه مردم روستا دامداری و کشاورزی است که که در بحث دامداری محوریت گوسفندداری به‌صورت سنتی و در بحث کشاورزی بیشتر زراعت در راس امور قرار دارد. از طرفی از آنجایی که هر ساله درایام عزاداری امام حسین (ع) و ماه محرم و صفر در این روستا مراسمات نذری و عزاداری متعددی برگزار میشود لذا از دیرباز وجود آشپز برای تهیه غذای این مراسمات از اصلی ترین نیازها بوده از این رو پیشه حرفه ای و شاخص مردم کوند آشپزی آن هاست که زبان زد روستاهای اطراف و اهالی منطقه است به‌صورتی که اگر جایی کوند را بشناسد و بدانند شما از اهالی آنجا هستید و یا اصل و نسبی کوندی دارید بدون شک در وهله نخست بر این باورند که شغلتان آشپزی است 